# 最美和声
《最美和声》是北京卫视购买美国ABC电视台《Duets》版权而引进的一档歌唱真人秀节目，於2013年举办，在国内备受媒体和观众关注。

## 节目简介
节目赛制为：当每位導師會面對選手，與《中國好聲音》類似之處在於當導師喜歡那位選手，可以按鈕。但那按鈕是會伸出麥克風，讓導師為他/她和音合唱。當超過一位導師跟選手和唱，會由選手決定導師/和音。
第一季共14集，于2013年7月20日每周六晚播出，2013年10月19日晚第一季总决赛落下帷幕，最终肖懿航成为第一季全国总冠军，丁于、贾剑龙位居亚军、季军。
第二季共12集，于2014年4月19日每周六晚播出，2014年7月12日晚第二季总决赛落下帷幕，最终许一鸣成为第二季全国总冠军，丛浩楠、王奕丁位居亚军、季军。
第三季共13集，于2015年5月9日每周六晚播出，2015年8月1日晚第三季总决赛落下帷幕，最终宋宇成为第三季全国总冠军，人聲兄弟、吳汶芳位居亚军、季军。

## 第一季（2013年）

### 导师
第一季主持人为歌手杨坤、北京卫视当家花旦栗坤
导师为萧敬腾、范玮琪、陈羽凡、胡海泉

### 结果
| 名次 | 选手   | 年龄           | 籍贯       | 以前主要荣誉及备注 |
| ---- | ------ | -------------- | ---------- | --- |
| 冠军 | 肖懿航 | 1985年3月31日  | 广东汕头市 | 本名肖小丹，2012青海卫视《花儿朵朵》全国总决赛亚军； 2013年代表《最美和声》参加《直通春晚》获得年度四强并上2014年春晚；现为华纳唱片签约歌手 |
| 亚军 | 丁于   | 1986年10月31日 | 安徽凤阳县 | 2006中央电视台《梦想中国》全国18强，发行过专辑的职业歌手                                                                                    |
| 季军 | 贾剑龙 | 1991年8月11日  | 广西南宁市 | 2012辽宁卫视《激情唱响》全国第四名 |
| 殿军 | 胡维纳 | 1981年11月5日  | 上海市     | 2009湖南卫视《快乐女声》全国300强，职业歌手，迪斯尼多部动画片中文歌曲配唱                                                                   |
| 第五 | 曾静玟 | 1993年8月18日  | 台湾桃园市 | 第三屆《超級星光大道》踢馆选手，台湾发片歌手                                                                                                |
| 第六 | 田斯斯 | 1989年8月25日  | 吉林长春市 | 曾为多部电影演唱主题曲，现为云南卫视《音乐现场》主持人                                                                                      |
| 第七 | 陈俊豪 | 1987年12月22   | 辽宁抚顺市 | 本名陈石，曾获得2007快乐男声长沙10强，参加过《我型我秀》《中国好歌曲》多个选秀节目                                                          |
| 第八 | 唐一嘉 | 1990年11月21日 | 四川南充市 | 四川音乐学院毕业生，现为华纳唱片签约歌手 |
| 第九 | 米可   |                | 四川成都市 | 四川师范大学电影电视学院表演系在校学生 |
| 第十 | 马达   | 1986年6月3日   | 吉林吉林市 | 本名刘振宇，曾发行过专辑，参加过《中国好声音》《乐拍越高》《非同凡响》等多个比赛节目                                                        |

- 其他未进10强落败的热门选手有：徐林、王矜霖、耀乐团等

## 第二季（2014年）

### 导师
第二季主持為歌手栗坤，總導演為韩红
而导师为萧敬腾、黄绮珊、陶喆、孙楠

### 结果
| 名次 | 选手   | 年龄           | 籍贯         | 以前主要荣誉及备注                                                                                |
| ---- | ------ | -------------- | ------------ | ------------------------------------------------------------------------------------------------- |
| 冠军 | 许一鸣 | 1982年12月28日 | 北京海淀区   | 汽车修理工人，曾参加优酷网《优酷牛人》比赛                                                        |
| 亚军 | 丛浩楠 | 1983年9月7日   | 山东威海市   | 曾参加《绝对唱响》《快乐男声》《梦想中国》《中国梦之声》等比赛，前华谊兄弟签约歌手，发行过3张专辑 |
| 季军 | 王奕丁 | 1986年7月3日   | 山东青岛市   | 解放军艺术学院毕业，曾为中央歌舞团演员                                                            |
| 殿军 | 苟乃鹏 | 1993年10月6日  | 山东青岛市   | 后参加《中国好歌曲》第二季，并发行2首单曲                                                         |
| 第五 | 王逸洁 | 1987年2月23日  | 四川攀枝花市 | 2011快乐女声第八名出道，红极一时，发展不顺再次选秀                                                |
| 第六 | 劳晓音 | 1990年4月25日  | 广东广州市   | 曾获得《麦王争霸》全球第五名、贵州卫视《唱出爱火花》全国总冠军                                    |
| 第七 | 崔兰花 |                | 吉林龙井市   | 曾参加《中国好声音》第二季                                                                        |
| 第八 | 岳定辉 |                |              | 北漂多年，现签约陶喆创办的公司伟大文化                                                            |
| 第九 | 李怡辉 |                |              |                                                                                                   |
| 第十 | 刘洋   |                |              |                                                                                                   |

- 其他未进10强落败曾出道和发片的热门选手有余超颖、曾文力 、九九（Sophie Chen）、查查、谷微、苏丁琦、任科来、郭帅、黎健伟、李丽莎、于文文、张捷、周晓晓等

## 第三季（2015年）

### 導師
第三季主持為栗坤，總導演為薛聖棻，執行總導演為陳俊良，節目承製為友松娛樂
第三季的四位導師分別是蕭敬騰，譚維維，張杰，楊坤。參賽者中，台灣新生代清新療癒歌手－吳汶芳 ，黃莉（A-Lin的胞姐）和第48屆金馬男配角-徐詣帆 正式參賽。

### 結果
全國四強
1. 楊坤戰隊 - 人聲兄弟
2. 張杰戰隊 - 吳汶芳
3. 譚維維戰隊- 范政
4. 蕭敬騰戰隊 - 宋宇

最後結果
- 冠軍:宋宇
- 亞軍:人聲 兄弟
- 季軍:吳汶芳
- 殿軍:范政
- 冠軍戰隊:蕭敬騰戰隊
- 網絡最佳聲浪獎:趙俊

### 總決賽之夜
表演嘉賓:
1. 肖懿航&許一鳴:特別的愛給特別的你
2. 費玉清:千里之外
3. 譚維維:串燒組曲(15首歌)

為愛而聲串燒(按順序)
| 歌名                 | 歌手   |
| -------------------- | ------ |
| 讓每個人都心碎       | 黃大煒 |
| 明天過后             | 張傑   |
| 口是心非             | 張雨生 |
| 王妃                 | 蕭敬騰 |
| 死了都要愛           | 信樂團 |
| 張三的歌             | 張懸   |
| 對你愛不完           | 郭富城 |
| 把悲傷留给自己       | 陳昇   |
| 可惜不是你           | 梁靜茹 |
| 我只在乎你           | 鄧麗君 |
| 愛我别走             | 張震嶽 |
| 冬天裡的一把火       | 高山峰 |
| 不讓我的眼淚陪你過夜 | 蕭敬騰 |
| 無所謂               | 楊坤   |
| 如果有來生           | 譚維維 |